# Metabolic Explorer
METabolic EXplorer (MetEx) est une entreprise de chimie biologique, qui développe et brevette des procédés de fermentation industriels. La société est cotée à la Bourse de Paris.

## Histoire
Metabolic Explorer a été créée en 1999, avec une introduction à la bourse de Paris en 2007.
La R&D de la société a permis d'obtenir en 2013 la validation par l'Autorité européenne de sécurité des aliments (AESA) de la sécurité et de l'efficacité de sa L-Methionine d'origine biologique dans tous les types d'alimentations animales. En 2016, cette technique de production de L-Methionine a été cédée pour 45 millions d’euros à la société allemande Evonik.
Un accord de licence exclusive d'un partenariat avait été conclu en 2014 avec le géant coréen SK Chemicals pour la production et la commercialisation de PDO (Propane-1,3-diol),, auquel les deux parties ont mis fin en 2015.
En 2018, la société a recentré son activité sur le développement de la production de PDO (Propane-1,3-diol) et Acide butyrique sur un centre industriel dans la commune de Carling en Moselle,.
En 2022 elle bénéficie d'une injection de 73 millions d’euros de son actionnaire principal, le fonds SPI de la banque publique Bpifrance, et de banques privées.
En mai 2024, MetEx demande son placement en redressement judiciaire. La procédure « doit permettre l’examen par le tribunal d’éventuelles offres de reprise d’actifs et d’activités » dans le cadre d’un plan de cession, précise l’entreprise, placée en procédure de sauvegarde le mois précédent. L’entreprise explique affronter « depuis plusieurs mois un environnement économique hostile lié à une très forte hausse des coûts de production causée par l’envol des prix des matières premières, le sucre étant la principale d’entre elles ». La société fustige également le « dumping permanent pratiqué par les producteurs chinois de lysine, qui tirent les prix vers le bas et empêchent le groupe de répercuter ses propres coûts de production à ses clients ».

## Activité
Metabolic Explorer a pour vocation de permettre à des industriels de continuer à produire malgré la fin annoncée du pétrole.
Elle développe des procédés de production de composés chimiques par des micro-organismes. Ces composés chimiques, initialement produits majoritairement à partir d'hydrocarbures, sont utilisés industriellement pour la fabrication de divers produits : peintures, solvants, plastiques biosourcés, fibres textiles, fils chirurgicaux, aliments pour animaux, etc.
Les premiers composés chimiques pour lesquels la société a développé des procédés de fabrication par chimie biologique sont :  
- la L-méthionine : acide aminé essentiel utilisé dans l'alimentation des volailles et des porcelets. L'acide aminé L-Methionine biologique a une efficacité nutritionnelle supérieure à celle de la D- ou DL-Methionine d'origine chimique produite à partir d'un dérivé du pétrole[13],[14],[15].
- le MPG (propylène glycol) : utilisé notamment comme additif alimentaire, comme antigel non corrosif et dans les résines polyesters insaturés, les peintures, les solvants, les liquides de performance, ainsi que pour des composés pharmaceutiques, d’hygiène et cosmétiques autres produits de soin et de beauté, etc.[16] Le marché global est également estimé à plus de 3 milliards de $[17].
- le PDO (Propane-1,3-diol) : intermédiaire chimique utilisé dans de nombreuses applications depuis la formulation de produits cosmétiques ou d’hygiène, la fabrication de résines et de produits de revêtement dans l’industrie de la construction, jusqu’à la production de polymères comme le PTT ou les polyuréthanes dont les applications industrielles sont très nombreuses. La société a conclu un accord avec DSM pour commercialiser le PDO  en cosmétique sous la marque TILAMAR® PDO with NØØVISTATM.
- l'acide glycolique : utilisé notamment dans des produits de nettoyage, en cosmétique, etc.
- le butanol : entre dans la composition de divers produits, notamment des peintures, des revêtements, des adhésifs, des solvants
- la L-valine : acide aminé utilisé dans la nutrition animale[18]

METabolic EXplorer est basée sur le Biopôle Clermont-Limagne, à Saint-Beauzire en Auvergne.
Ses 2 filiales de production sont basées en France: METEX NØØVISTA à Carling Saint-Avold (Grand-Est) et METEX NØØVISTAGO à Amiens (Haut de France). Le groupe détient également des bureaux sur Paris.